# Look Up There
Look Up There är det trettioförsta studioalbumet av gitarristen Buckethead. Det är också den femte delen av Buckethead Pikes.
Albumet släpptes tillsammans med två andra album i Buckethead Pikes-serien, där det första är 3 Foot Clearance och det andra är Underground Chamber.
Albumet uppvisar Bucketheads mera progressiva sida. Det innehåller två långa låtar med långa solon.

## Låtlista
| Nr           | Titel         | Längd |
| ------------ | ------------- | ----- |
| 1.           | Golden Eyes   | 10:51 |
| 2.           | Look up There | 21:38 |
| Total längd: | Total längd:  | 32:29 |

## Lista över medverkande
- Producerad av Dan Monti och Albert.
- Programmering och Bas av Brewer.
- Gitarr och bas av Buckethead.
- Illustrationer av Frankenseuss.